# Équipe des Maldives masculine de volley-ball
L'équipe des Maldives de volley-ball est composée des meilleurs joueurs maldiviens sélectionnés par la Fédération maldivienne de Volleyball (Volleyball Association of Maldives, VAM). Elle est actuellement classée au 72e rang mondial par la Fédération Internationale de Volleyball au 15 janvier 2010.

## Sélection actuelle
Sélection pour les qualifications aux Championnats du monde 2010.

Entraîneur : Mohamed Sharaf  ; entraîneur-adjoint : Mohamed Shah 

## Palmarès et parcours

### Palmarès
Néant.

### Parcours

#### Championnat d'Asie et d'Océanie
| - 1975 : Non qualifié - 1979 : Non qualifié - 1983 : Non qualifié - 1987 : Non qualifié - 1989 : Non qualifié - 1991 : Non qualifié - 1993 : Non qualifié - 1995 : Non qualifié - 1997 : Non qualifié - 1999 : Non qualifié | - 2001 : Non qualifié - 2003 : Non qualifié - 2005 : Non qualifié - 2007 : 16e - 2009 : 18e |

#### Jeux asiatiques
| - 1958 : ? - 1962 : ? - 1966 : ? - 1970 : ? - 1974 : ? - 1978 : ? - 1982 : ? - 1986 : ? - 1990 : ? - 1994 : ? | - 1998 : ? - 2002 : Non qualifié - 2006 : 17e - 2010 : |